# Odawara
Thành phố Odawara (Nhật: 小田原 市 (Tiểu Điền Nguyên thị)) là một đô thị loại đặc biệt thuộc tỉnh Kanagawa, vùng Kantō, Nhật Bản.
Thành phố rộng 114,09 km², ở phía Tây của tỉnh, và có 198.754 dân (ước ngày 1/8/2008). Đây là đô thị loại đặc biệt có dân số ít nhất ở Nhật Bản.